# Cerkiew Narodzenia Najświętszej Maryi Panny w Tylawie
Cerkiew Narodzenia NMP w Tylawie – dawna cerkiew greckokatolicka, a następnie prawosławna, użytkowana po II wojnie światowej przez Kościół rzymskokatolicki. 

## Historia
Cerkiew w Tylawie została wzniesiona w 1787. Po 1945 została przejęta przez Kościół rzymskokatolicki i użytkowana jako kościół parafialny. 
Jest to druga cerkiew na tym miejscu – pierwsza, początkowo prawosławna, następnie unicka, istniała od 1508.

## Architektura
Cerkiew w Tylawie to cerkiew łemkowska typu zachodniego, orientowana, trójdzielna. We wnętrzu zachował się wykonany w 1908 ikonostas, restaurowany w latach 1968–1972. W przedsionku cerkwi zachował się fresk Chrzest Rusi. Zdobiona posadzka obiektu pochodzi z XVIII w., podobnie jak ławki przeniesione z kościoła rzymskokatolickiego w Iwoniczu. 
Budynek znajduje się przy drodze z Dukli do granicy ze Słowacją. W bezpośrednim sąsiedztwie cerkwi znajdował się cmentarz greckokatolicki, z którego zachowało się tylko kilka nagrobków.

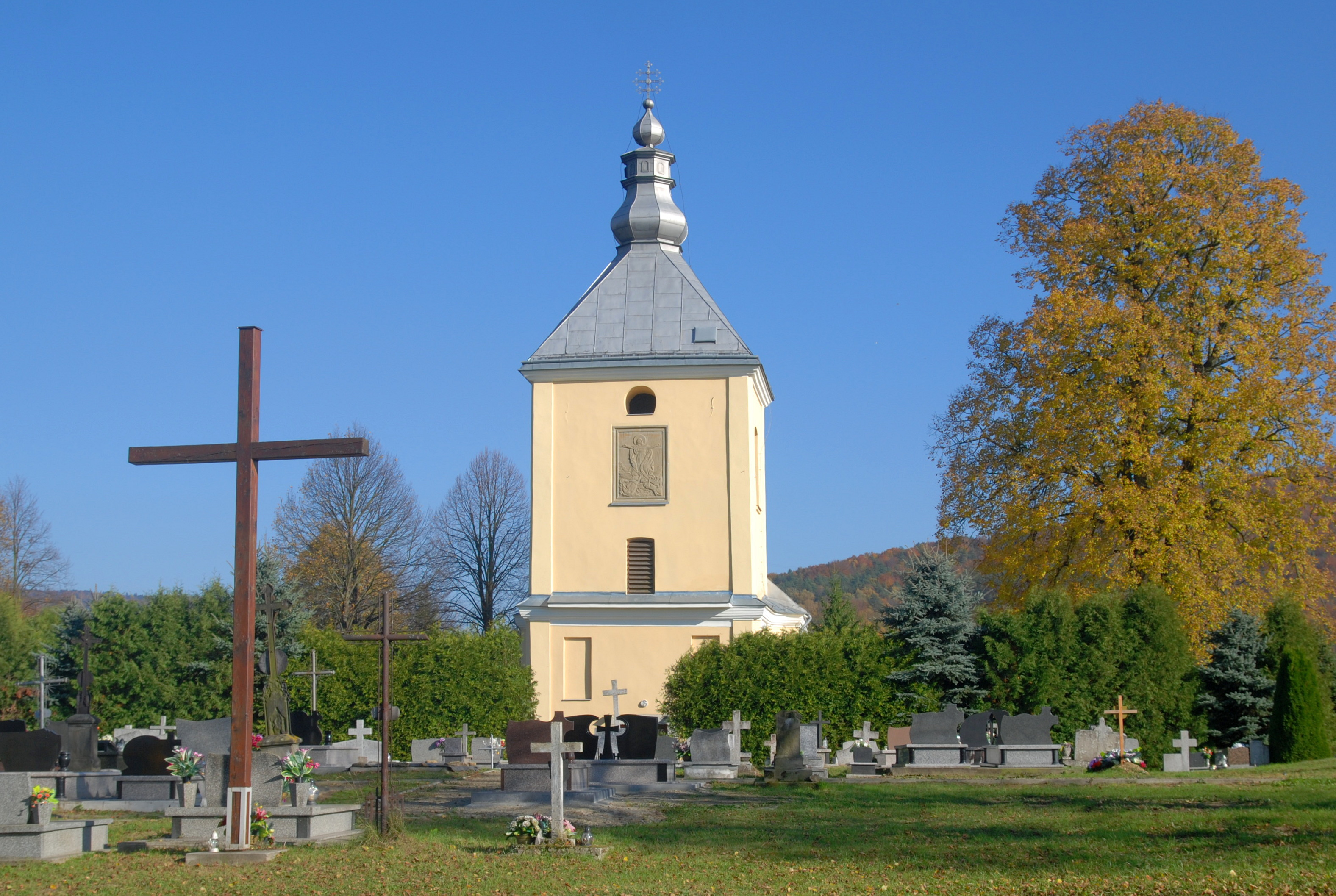
Widok od strony zachodniej
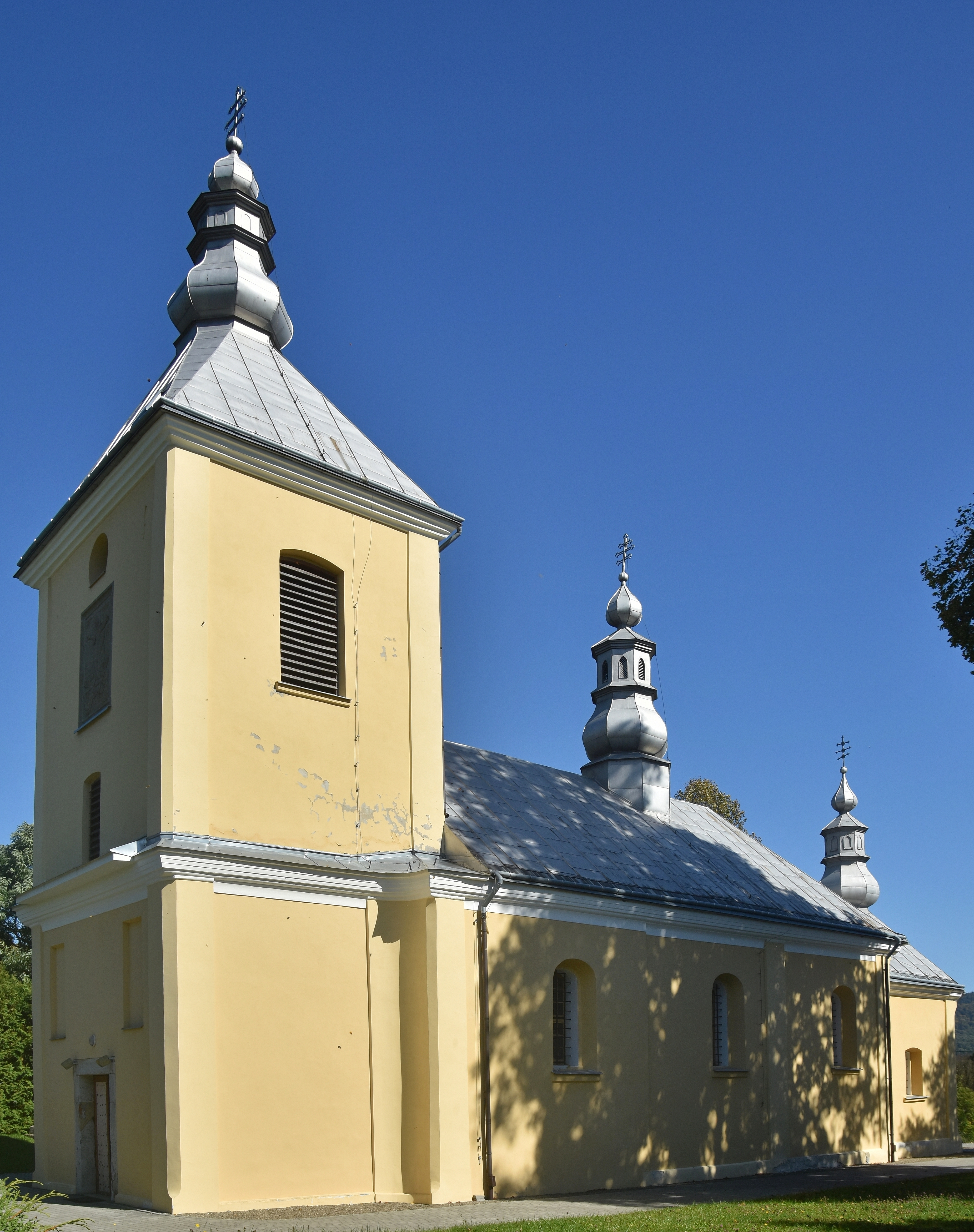
Elewacja południowa
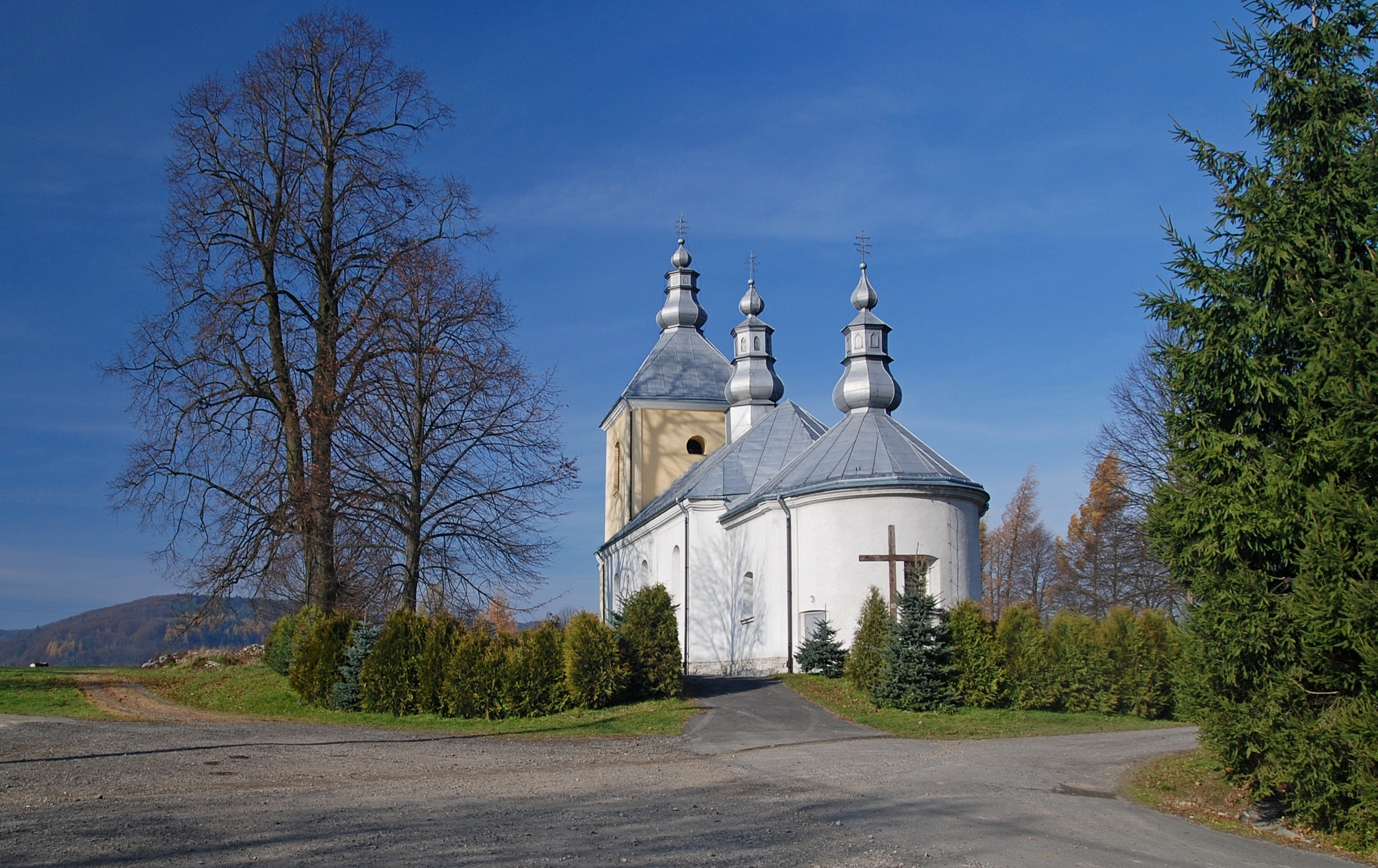
Widok ogólny